# 그리스도 왕

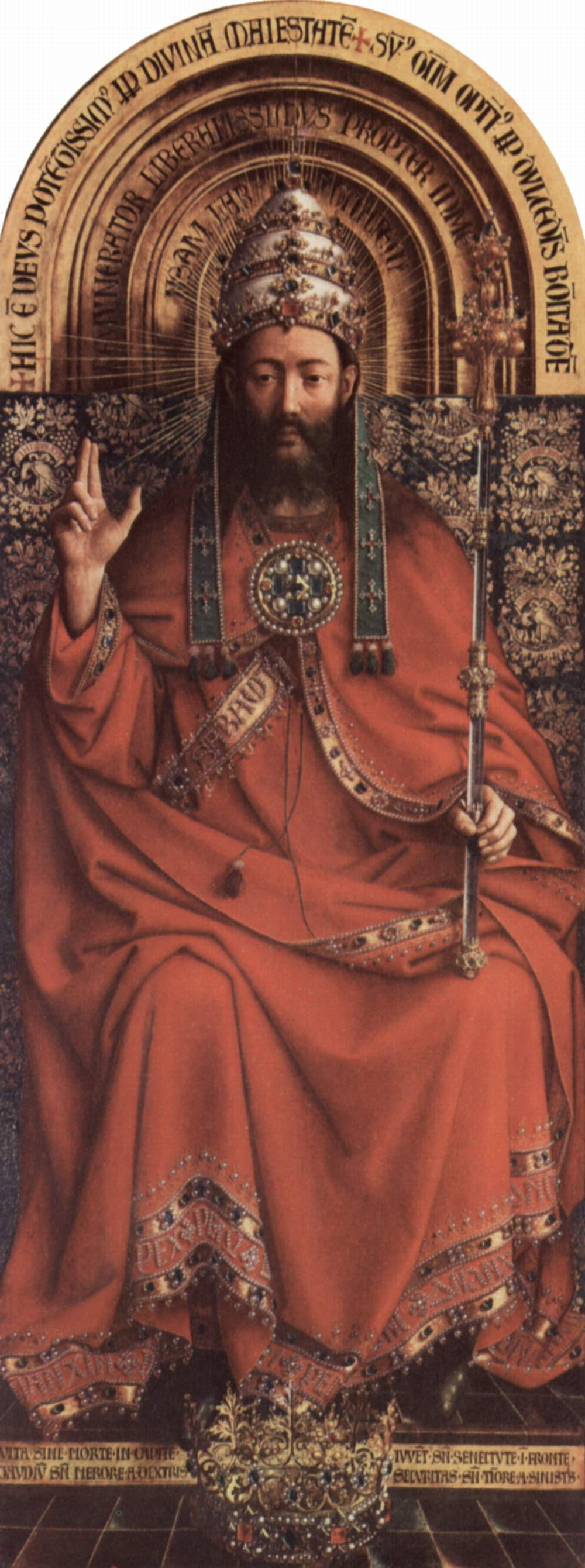
왕이신 그리스도. 얀 판 에이크의 겐트 제단화의 세부 묘사이다. 성 바보 대성당 (겐트).

그리스도 왕(Christ the King)은 그리스도께서 하나님 우편에 앉아 계신 것으로 묘사되는 하나님 나라의 사상을 가리키는 기독교의 예수의 칭호이다.
많은 기독교 교파에서는 그리스도의 삼중직 중 하나로 간주하고 있다 (이 세 가지 직위는 선지자, 제사장, 왕이다).

## 같이 보기
- 예수는 주
- 그리스도 판토크라토 (만물의 주관자)—특히 정교회에서 그리스도를 묘사할 때 쓰는 구체적 표현
- 크리스토 레이, 여러 지명에 사용되는 포르투갈어 번역
- 크리스토 레이, 여러 지명에 사용되는 스페인어 번역
  - 비바 크리스토 레이, 크리스테로 전쟁에서 사용된 멕시코 함성
- 그리스도 왕 대축일
- 하나님 나라와 천국은 다양하게 해석되는 신학적 개념이다.
- 그리스도의 왕직 (삼중직 중 하나이다)
- 코넬리우스 루시, 크리스투스 렉스 협회, 1941년
- 피터 맥케빗, 크리스투스 렉스 협회, 1941년
- 우비 아르까노 데이 콘실리오
- 하나님의 보좌
- 돔의 상징성